# Kingston Railway Bridge
Il Kingston Railway Bridge a Kingston upon Thames, Londra, attraversa il fiume Tamigi nel tratto sopra la chiusa di Teddington. Trasporta i servizi ferroviari transitanti sulla ferrovia passeggeri Twickenham-New Malden. A est e a ovest del ponte, lungo la linea, ci sono le stazioni di Kingston e Hampton Wick. Il circuito ritorna alla sponda sud del suo capolinea attraverso il ponte ferroviario di Richmond. L'anello alimenta una diramazione, un ulteriore incentivo per la costruzione del ponte nel 1863, la Shepperton Branch Line.

## Storia
Il primo ponte ferroviario di Kingston era stato realizzato in ghisa su progetto di J.E. Errington, discusso per la prima volta nel 1860 e completato nel 1863.
L'attuale ponte venne progettato da J.W. Jacomb Hood e costruito nel 1907.

### Specifiche di progettazione
Il ponte ha cinque archi: tre attraversano il Tamigi e due campate sono sulla terraferma, che sulla sponda di Kingston comprende una strada. Il ponte ha accessi ai binari sopraelevati che variano da viadotto a terrapieno, che percorrono curve e sorvolano una rete urbana di strade.

### Ex ambiente industriale
Un tempo c'erano due centrali elettriche gemelle vicine al ponte sulla riva di Kingston. Una tra il 1893 e il 1959 e l'altra dal 1948 al 1980. Essendo vicine al Tamigi, il carbone risaliva il fiume su una chiatta e la cenere veniva smaltita allo stesso modo. Il molo delle chiatte venne costruito sul ponte ferroviario di Kingston vicino all'attuale ingresso a monte dei Canbury Gardens. Gran parte di questi siti è stata progettata per l'uso del parco pubblico e ospita appartamenti di medio e alto livello del XXI secolo con specifiche elevate.

## Uso operativo

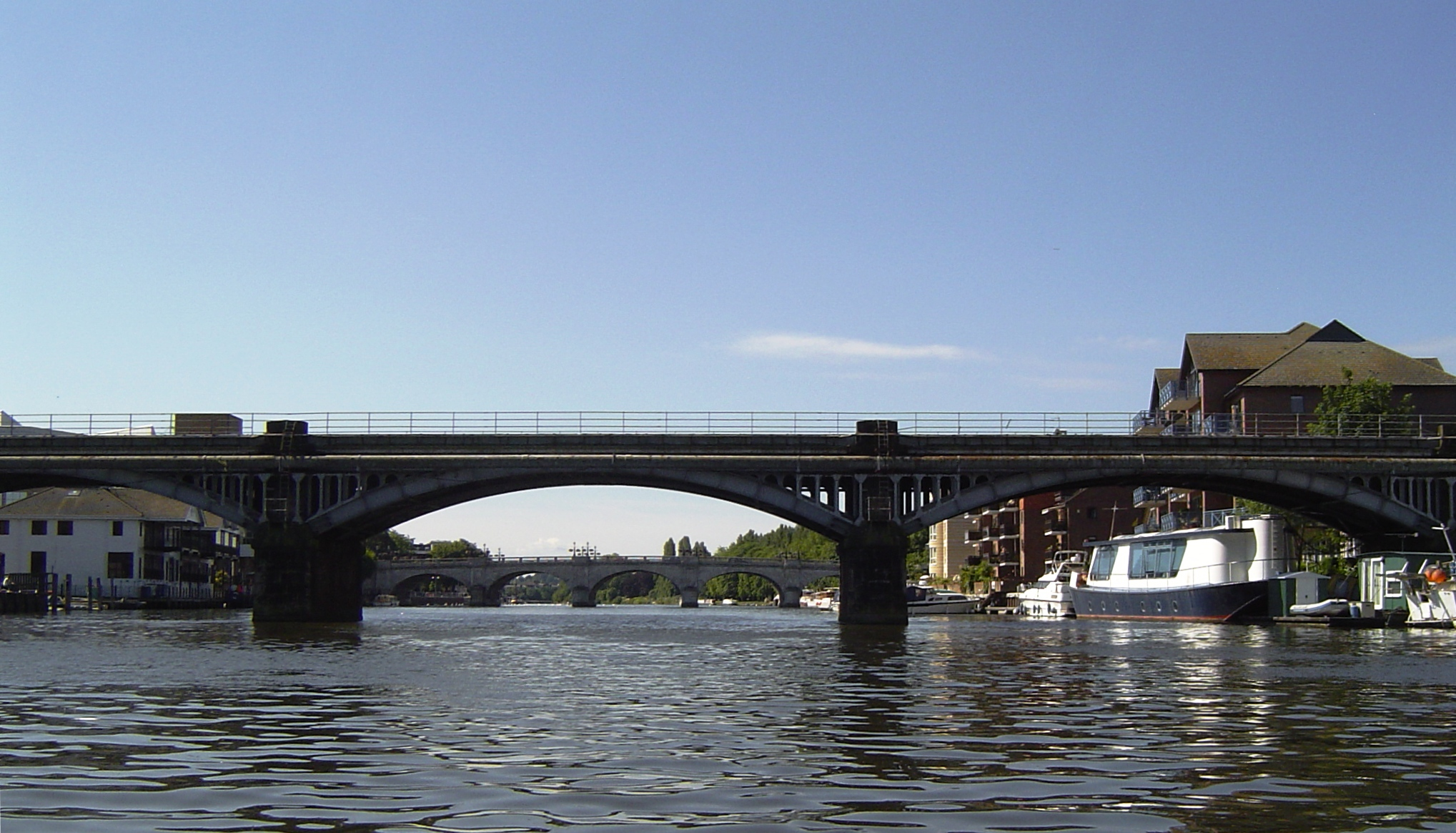
Il ponte ferroviario, con il Kingston Bridge visto da valle

Il ponte trasporta il traffico suburbano transitante sulla ferrovia Twickenham-New Malden; la maggior parte di questi servizi che iniziano e finiscono al suo unico capolinea londinese: la stazione di Londra Waterloo. Il circuito si discosta dalle linee principali a New Malden e Twickenham. Entro 400 metri dal ponte, lungo la linea, ci sono Kingston (a est) e Hampton Wick (a ovest). Il circuito ritorna sulla riva sud del Tamigi attraverso il ponte ferroviario di Richmond sulla linea principale combinata Windsor e Reading (da Waterloo). Il circuito alimenta anche una diramazione, la Shepperton Branch Line.

### Usi complementari
Quando una parte della ferrovia Twickenham-New Malden non è in grado di funzionare, il ponte consente servizi passeggeri continui, in genere utilizzando la capacità della banchina 1 della stazione ferroviaria di Kingston, l'unico esempio sul circuito. La Shepperton Branch Line si dirama dall'anello a metà strada tra i due ponti sul Tamigi e la capacità di una piattaforma della baia significa che sono stati utilizzati vari modelli di servizio da quando è stato costruito il ponte. Entrambe le linee sono utilizzate interamente per fermare i servizi, tranne quando una delle linee principali viene deviata, più tipicamente le linee Windsor e Reading che devono essere deviate via Kingston o via Hounslow quando vengono riparati i tratti più trafficati di quella linea. Il circuito ha un deposito di manutenzione a Strawberry Hill che può ospitare alcuni treni regolari.